# Діаграма стану сплавів залізо-вуглець

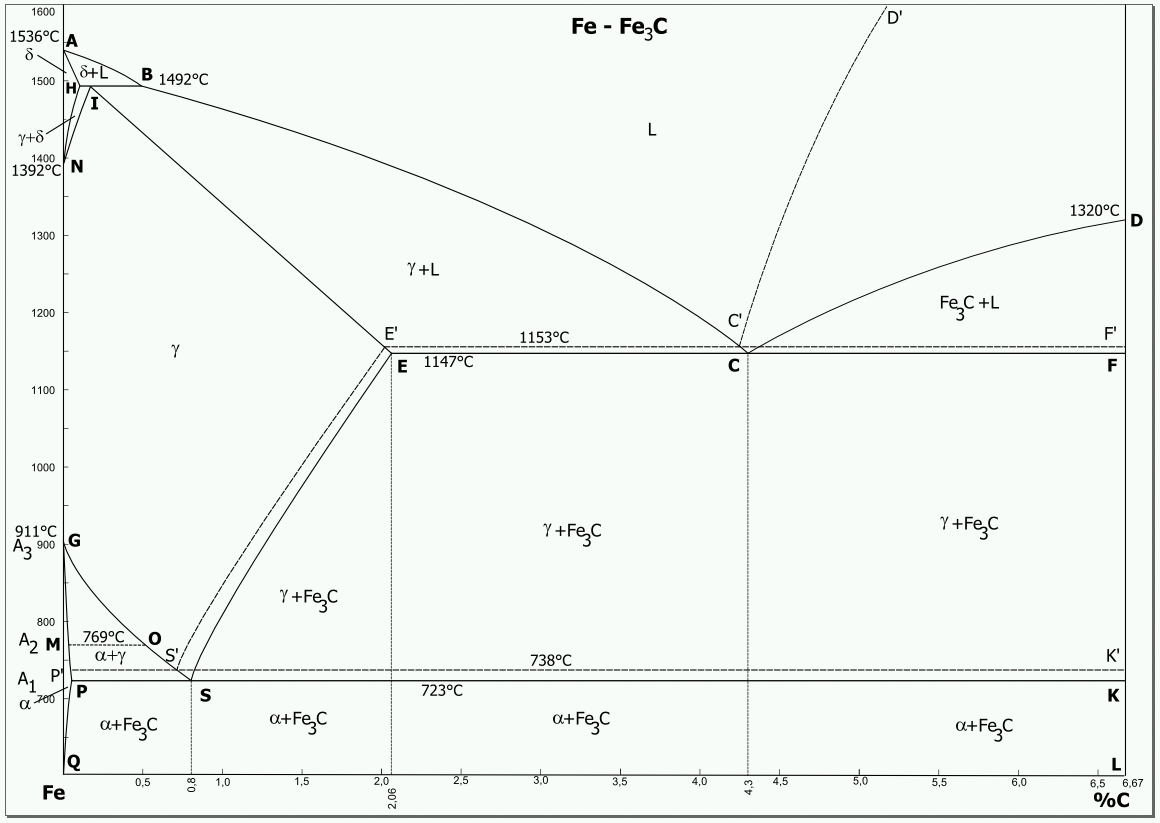
Головна частина діаграми стану сплавів «залізо-вуглець»

Діагра́ма ста́ну (діагра́ма фа́зової рівнова́ги) спла́вів «залі́зо-вугле́ць» — графічне відображення фазового стану сплаву заліза з вуглецем залежно від вмісту компонентів і температури. Фазова діаграма стану «залізо-вуглець» є фундаментом науки про сталь і чавун, як сплави заліза з вуглецем. 
Вуглець із залізом утворює хімічну сполуку Fe3C (цементит) або може перебувати у сплаві у вільному стані у вигляді графіту. Відповідно є дві діаграми сплавів «залізо-вуглець»: цементитна і графітна. Оскільки на практиці застосовують сплави заліза із вмістом вуглецю до 6,67% (що відповідає вмісту вуглецю у цементиті), то зазвичай розглядається частина діаграми стану від чистого заліза до вмісту вуглецю 6,67%, що відповідає цементиту і вона носить назву «цементитна». Оскільки цементит фаза метастабільна, то і відповідна діаграма називається метастабільною (суцільні лінії на рисунку).
Для сірих чавунів і графітизованих сталей слід розглядати стабільну діаграму «залізо-графіт» (Fe-Гр) оскільки саме графіт є стабільною фазою. Цементит утворюється набагато швидше графіту і в багатьох сталях і білих чавунах може існувати досить довго. У сірих чавунах графіт існує обов'язково. На рисунку тонкими пунктирними лініями показані лінії стабільної рівноваги (тобто за участю графіту), там де вони відрізняються від ліній метастабільної рівноваги (за участю цементиту), а відповідні точки позначені штрихом.

## Фази діаграми «залізо-вуглець»
1. Рідка фаза — однорідний розчин вуглецю у розплавленому залізі. У рідкому стані залізо добре розчиняє вуглець в будь-яких пропорціях з утворенням однорідної рідкої фази.
2. Ферит — твердий розчин проникнення вуглецю в α-залізі (α—ферит) з ОЦК (об'ємно-центрованою кубічною решіткою) чи у γ—залізі (γ—ферит) з ГЦК (гране-центрованою кубічною решіткою).
Ферит має змінну граничну розчинність вуглецю: мінімальну — 0,006 % при кімнатній температурі (точка Q), максимальну — 0,022 % при температурі 723 °C (точка P). Атоми вуглецю розташовані у центрі грані чи на середині ребер куба, а також у дефектах решітки.
При температурі понад 1392 °C існує γ—ферит (високотемпературний ферит), з граничною розчинністю вуглецю близько 0,1 % за температури 1493 °C (точка H).
Властивості фериту наближені до властивостей чистого заліза. Він є м'яким (твердість — до 130 НВ; границя міцності при розтяганні σB = 250...300 МПа; відносне видовження δ = 30...40 %), пластичним і магнітним до 768 °C матеріалом.
3. Аустеніт — твердий розчин проникнення вуглецю в γ-залізі з ГЦК (гране-центрованою кубічною) решіткою. Атоми вуглецю займають місце у центрі гранецентрованої кубічної решітки.
Аустеніт має змінну граничну розчинність вуглецю: мінімальну — 0,8 % при температурі 727 °C (точка S), максимальну — 2,14 % при температурі 1147 °C (точка Е). Аустеніт має твердість 200...250 НВ, пластичний і немагнітний.
При розчиненні інших елементів в аустеніті або в фериті змінюються властивості і температурні межі їх існування.
4. Цементит (Fe3C) — хімічна сполука заліза з вуглецем (карбід заліза), зі складною ромбічною кристалічною решіткою, містить вуглецю 6,67%. Він твердий (понад 800 HB) і крихкий. Цементит фаза метастабільна і при тривалому нагріванні самовільно розкладається з виділенням графіту.
У залізовуглецевих сплавах цементит як фаза може виділятися при різних умовах:
- цементит первинний — виділяється з рідини у вигляді великих пластинчатих кристалів;
- цементит вторинний — виділяється з аустеніту і розташовується у вигляді сітки навколо зерен аустеніту, що після евтектоїдного перетворення стануть зернами перліту;
- цементит третинний — виділяється з фериту і у вигляді дрібних включень розташовується біля границь феритних зерен;
- цементит евтектичний — спостерігається лише у білих чавунах
- цементит евтектоїдний має пластинчасту форму і є складовою частиною перліту.

Вплив на механічні властивості сплавів робить форма, розмір, число і розміщення включень цементиту, що дозволяє на практиці для кожного конкретного застосування сплаву домагатися оптимального поєднання твердості, міцності, стійкості до крихкого руйнування і т. п.
5. Графіт — фаза, що складається виключно з вуглецю із шаруватою гексагональною решіткою.
Густина графіту (2,3) менша за густину решти фаз (близько 7,5...7,8) і це сповільнює його утворення, що приводить до виділення цементиту при швидкому охолодженні. Утворення графіту зменшує усадку при кристалізації, графіт виконує роль мастила при терті, зменшуючи знос, сприяє розсіюванню енергії вібрацій.
Графіт завжди присутній в сірих чавунах та його різновиду — високоміцних чавунах. Графіт має форму великих крабоподібних (зігнутих пластинчастих) включень (звичайний сірий чавун) або сфероїдів (високоміцний чавун), а також присутній і у деяких марках сталі (графітизована сталь).

## Характерні лінії діаграми
ACD — ліквідус; AECF — солідус. Вище лінії ACD сплави системи перебувають у рідкому стані. По лінії AC з рідкого розчину починають випадати кристали твердого розчину вуглецю в γ—залізі, який називається аустенітом, отже, в області ACE буде суміш двох фаз — рідкого розчину і аустеніту; по лінії CD з рідкого розчину починають випадати кристали цементиту; в області DCF міститься суміш двох фаз — рідкого розчину і цементиту. 
Перетворення у твердому стані (вторинна кристалізація) відбувається по лініях GSE, PSK і GPQ. Перетворення у твердому стані відбуваються внаслідок переходу заліза з однієї модифікації в іншу, а також у зв'язку із зміною розчинності вуглецю в залізі. 
В області діаграми AGSE існує аустеніт. При охолодженні сплавів аустеніт розпадається з виділенням по лінії GS фериту (твердий розчин вуглецю в α-залізі), а по лінії SE — вторинного цементиту (хімічна сполука Fe3C). В області діаграми GSP міститься суміш двох фаз — фериту і аустеніту, а в області SEE1 — суміш вторинного цементиту і аустеніту. По лінії PSK відбувається розпад аустеніту з утворенням перліту; тому ця лінія називається лінією остаточного перетворення аустеніту в перліт або перлітною.

## Характерні точки
У точці С при вмісті 4,3 % вуглецю і температурі 1147 °C відбувається одночасно кристалізація аустеніту і цементиту і утворюється їх тонка механічна суміш евтектика, яка називається
ледебуритом. Точку С називають евтектичною точкою. Ледебурит є у всіх сплавах, які містять 2,14...6,67 % вуглецю. Ці сплави є чавунами. Точка Е відповідає граничному насиченню заліза вуглецем (2,14 %). Сплави, які лежать ліворуч від цієї точки, належать до сталей. 
У точці S при вмісті 0,8 % вуглецю і температурі 727 °C аустеніт розпадається і кристалізується тонка механічна суміш фериту та цементиту вторинного — евтектоїд, який називається перлітом. Провівши аналіз перетворень на діаграмі стану «залізо-цементит», можна зробити висновок про структуру сталей та чавунів у нормальних умовах. Сталі із вмістом вуглецю до 0,8 % мають структуру ферит + перліт; із вмістом 0,8 % вуглецю — чистий перліт; із вмістом від 0,8 до 2,14 % вуглецю — перліт + цементит вторинний. Чавуни із вмістом від 2,14 до 4,3 % вуглецю мають структуру перліт + цементит вторинний + ледебурит; із вмістом 4,3 % вуглецю — чистий ледебурит; із вмістом вуглецю від 4,3 до 6,67 % — цементит первинний і ледебурит. 
Координати характерних точок:
- - A: (0 %/1536 °C) B: (0,53 %/1492 °C) C: (4,3 %/1147 °C) D: (6,67 %/1320 °C) E: (2,06 %/1147 °C)
  - F: (6,67 %/1147 °C) G: (0 %/911 °C) H: (0,1 %/1493 °C) I: (0,16 %/1493 °C) K: (6,67 %/723 °C)
  - N: (0 %/1392 °C) P: (0,022 %/723 °C) S: (0,8 %/723 °C) Q: (0,002 %/20 °C) M: (0 %/769 °C)
  - S': (0,69 %/738 °C) E': (2,03 %/1153 °C) C': (4,25 %/1153 °C)